# 阿梅代奥·阿伏伽德罗
阿梅代奥·阿伏伽德罗（義大利語：Amedeo Avogadro，1776年8月9日—1856年7月9日），意大利化学家，生于都灵。全名Lorenzo Romano Amedeo Carlo Avogadro di Quaregua。1811年发表了阿伏伽德罗假說，也就是今日的阿伏伽德罗定律，并提出分子概念及原子、分子区别等重要化学问题。
阿伏伽德罗出生於意大利西北部皮埃蒙特区的首府都灵，是當地的显赫家族，阿伏伽德罗的父親菲立波，曾擔任薩伏依公國的最高法院法官。父親對他有很高的期望。阿伏伽德罗勉強地讀完中學，進入都灵大学讀法律系，成績突飛猛進，1796年获博士学位。
阿伏伽德罗30歲時，對研究物理產生興趣。1809年，他到韦尔切利鄉下的一所職業學校教書，1815年1月與Felicita Mazzé結婚。1832年，出版了四大冊理論物理學，其中寫下有名的假設：「在相同的物理條件下，相同體積的氣體，含有相同數目的分子。」但未被當時的科學家接受。后来经坎尼札罗用实验论证，到1860年才获得公认。
著名的阿伏伽德罗常數（NA=6.02214129±0.00000027×1023，一般计算时常取6.02×1023或6.022×1023为近似值）以他的姓氏命名。

## 個人簡歷
- 1776年8月9日生於都靈市。
- 1792年進都靈大學學習法學。
- 1796年獲得法學博士學位，開始從事律師工作。
- 1800年起，開始學習數學和物理學。
- 1804年被都靈科學院選為通訊院士。
- 1809年被聘為維切利皇家學院的物理學教授。
- 1819年被都靈科學院選為院士。
- 1820年任都靈大學數學和物理學教授，不久被解聘。
- 1834年重新被聘任為都靈大學教授，直到1850年退休。

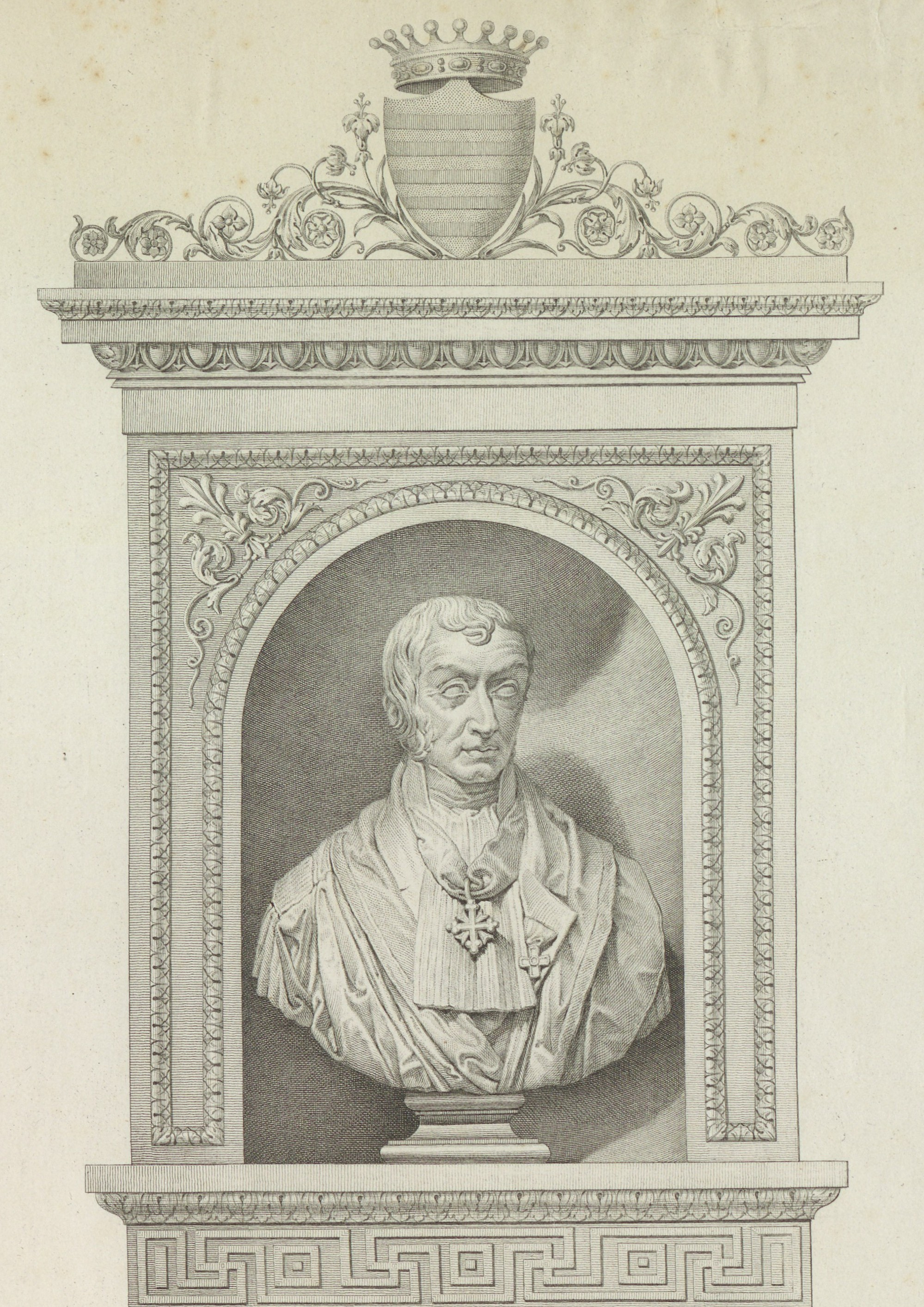
Amedeo Avogadro

- 1856年7月9日在都靈逝世。

## 重大貢獻
阿伏伽德罗的重大貢獻，是他在1811年提出了一種分子假說:同體積的氣體，在相同的溫度和壓力時，含有相同數目的分子。現在把這一假說稱為阿伏伽德罗定律。這一假說是根據蓋-呂薩克在1809年發表的氣體化合體積定律加以發展而形成的。阿伏伽德罗在1811年的著作中寫道：“蓋-呂薩克在他的論文裡曾經說，氣體化合時，它們的體積成簡單的比例。如果所得的產物也是氣體的話，其體積也是簡單的比例。這說明了在這些體積中所作用的分子數是基本相同的。由此必須承認，氣體物質化合時，它們的分子數目是基本相同的。”阿伏伽德罗還反對當時流行的氣體分子由單原子構成的觀點，認為氮氣、氧氣、氫氣都是由兩個原子組成的氣體分子。
當時，化學界的權威瑞典化學家永斯·贝采利乌斯的電化學學說很盛行，在化學理論中占主導地位。電化學學說認為同種原子是不可能結合在一起的。因此，英、法、德國的科學家都不接受阿伏伽德罗的假說。一直到1860年，歐洲100多位化學家在德國的卡爾斯魯厄舉行學術討論會，會上S.坎尼扎羅散發了一篇短文《化學哲學教程概要》，才重新提起阿伏伽德罗假說。這篇短文引起了J.L.邁爾的注意，他在1864年出版了《近代化學理論》一書，許多科學家從這本書裡了解並接受了阿伏伽德罗假說。現在，阿伏伽德罗定律已為全世界科學家所公認。阿伏伽德罗數是莫耳物質所含的分子數，其數值是6.02×1023左右，是自然科學的重要的基本常數之一。

### 阿伏伽德罗定律
定義：同溫同壓同體積的氣體含有相同的分子數。
推論：
- （1）同溫同壓下，{\displaystyle V_{1}/V_{2}=n_{1}/n_{2}}
- （2）同溫同體積時，{\displaystyle p_{1}/p_{2}=n_{1}/n_{2}=N_{1}/n_{2}}
- （3）同溫同壓等質量時，{\displaystyle V_{1}/V_{2}=M_{2}/M_{1}}
- （4）同溫同壓同體積時，{\displaystyle M_{1}/M_{2}=\rho _{1}/\rho _{2}}

同溫同壓下，相同體積的任何氣體含有相同的分子數，稱為阿伏伽德罗定律。氣體的體積是指所含分子佔據的空間，通常條件下，氣體分子間的平均距離約為分子直徑的10倍，因此，當氣體所含分子數確定後，氣體的體積主要決定於分子間的平均距離而不是分子本身的大小。分子間的平均距離又決定於外界的溫度和壓強，當溫度、壓強相同時，任何氣體分子間的平均距離幾乎相等(氣體分子間的作用微弱，可忽略)，故定律成立。該定律在有氣體參加的化學反應、推斷未知氣體的分子式等方面有廣泛的應用。
阿佛加德羅定律認為：在同溫同壓下，相同體積的氣體含有相同數目的分子。1811年由意大利化學家阿佛加德羅提出假說，後來被科學界所承認。這一定律揭示了氣體反應的體積關係，用以說明氣體分子的組成，為氣體密度法測定氣態物質的分子量提供了依據。對於原子分子說的建立，也起了一定的積極作用。

### 阿伏伽德罗常數
阿伏伽德罗常數指莫耳微粒（可以是分子、原子、離子、電子等）所含的微粒的數目，符号表示为NA。阿佛加德羅常數一般取值為6.022×1023/mol。12.000g12C中所含碳原子的數目，因意大利化學家阿佛加德羅而得名，具體數值是6.02214129±0.00000027×1023。包含阿佛加德羅常數個微粒的物質的量是1mol。它表示1摩爾的任何物質所含的分子數。它的內容是在同一溫度、同一壓強下，體積相同的任何氣體所含的分子數都相等，這一定律是意大利物理學家阿佛加德多於1811年提出的，在19世紀，當它沒有被科學界所確認和得到科學實驗的驗證之前，人們通常把它稱為阿佛加德羅的分子假說。假說得到科學的驗證，被確認為科學的真理後，人們才稱它為阿佛加德羅定律。在驗證中，人們證實在溫度、壓強都相同的情況下，1摩爾的任何氣體所佔的體積都相等。例如在0℃、壓強為760mmHg時，1摩爾任何氣體的體積都接近於22.4升，人們由此換算出：1摩爾任何物質都含有约6.022×1023個分子，這一常數被人們命名為阿佛加德羅常數，以紀念這位傑出的科學家。
例如1mol鐵原子，質量為55.847g，其中含6.02×1023個鐵原子；1mol水分子的質量為18.010g，其中含6.02×1023個水分子；1mol鈉離子含6.02×1023個鈉離子；1mol電子含6.02×1023個電子。
由於NA在化學中極為重要，所以必須要測量它的精確值。這個常數可用很多種不同的方法進行測定，例如電化當量法，布朗運動法，油滴法，X射線衍射法，黑體輻射法，光散射法等。也可以通過測量晶體（如晶體矽）的晶胞參數求得。這些方法的理論根據各不相同，但結果卻幾乎一樣，差異都在實驗方法誤差範圍之內。這說明阿佛加德羅常數是客觀存在的重要數據。現在公認的數值就是取多種方法測定的平均值.由於實驗值的不斷更新，這個數值歷年略有變化，在20世紀50年代公認的數值是6.023×1023，1986年修訂為6.0221367×1023，2010年CODATA公布的最新数据则是6.02214129±0.00000027×1023。

## 科學貢獻
亞佛加厥畢生致力於原子－分子學說的研究。
1811年，他發表了題為《原子相對質量的測定方法及原子進入化合物時數目之比的測定》的論文。他以蓋·呂薩克氣體化合體積比實驗為基礎，進行了合理的假設和推理，首先引入了“分子”概念，並把它與原子概念相區別，指出原子是參加化學反應的最小粒子，分子是能獨立存在的最小粒子。
單質的分子是由相同元素的原子組成的，化合物的分子則由不同元素的原子所組成。文中明確指出：“必須承認，氣態物質的體積和組成氣態物質的簡單分子或複合分子的數目之間也存在著非常簡單的關係。
把它們聯繫起來的一個、甚至是唯一容許的假設，是相同體積中所有氣體的分子數目相等”。這樣就可以使氣體的原子量、分子量以及分子組成的測定與物理上、化學上已獲得的定律完全一致。
亞佛加厥的這一假說，後來被稱為亞佛加厥定律。亞佛加厥還根據他的這條定律詳細研究了測定分子量和原子量的方法，但他的方法長期不為人們所接受，這是由於當時科學界還不能區分分子和原子，分子假說很難被人理解，再加上當時的化學權威們拒絕接受分子假說的觀點，致使他的假說默默無聞地被擱置了半個世紀之久，這無疑是科學史上的一大遺憾。
直到1860年，意大利化學家坎尼扎羅在一次國際化學會議上慷慨陳詞，聲言他的本國人亞佛加厥在半個世紀以前已經解決了確定原子量的問題。坎尼扎羅以充分的論據、清晰的條理、易懂的方法，很快使大多數化學家相信亞佛加厥的學說是普遍正確的。但這時亞佛加厥已經在幾年前默默地死去了，沒能親眼看到自己學說的勝利。亞佛加厥是第一個了解物質由分子組成、分子由原子組成的人。
他的分子假說奠定了原子一分子論的基礎，推動了物理學、化學的發展，對近代科學產生了深遠的影響。他的四卷著作《有重量的物體的物理學》（1837～1841年）是第一部關於分子物理學的教科書。

## 社會影響
阿伏伽德罗一生從不追求名譽地位，只是默默地埋頭於科學研究工作中，並從中獲得了極大的樂趣。
阿伏伽德罗早年學習法律，又做過地方官吏，後來受興趣指引，開始學習數學和物理，並致力於原子論的研究，他提出的分子假說，促使道爾頓原子論發展成為原子—分子學說。使人們對物質結構的認識推進了一大步。但遺憾的是，阿伏伽德罗的卓越見解長期得不到化學界的承認，反而遭到了不少科學家的反對，被冷落了將近半個世紀。
由於不採納分子假說而引起的混亂在當時的化學領域中非常嚴重，各人都自行其事，碳的原子量有定為6的，也有定為12的，水的化學式有寫成HO的，也有寫成H2O的，醋酸的化學式竟有19種之多。當時的雜誌在發表化學論文時，也往往需要大量的註釋才能讓人讀懂。一直到了近50年之後，德國化學家尤利乌斯·洛塔尔·迈耶尔認真研究了阿伏伽德罗的理論，於1864年出版了《近代化學理論》一書。許多科學家從這本書裡，懂得併接受了阿伏伽德罗的理論，才結束了這種混亂狀況。